# Polytrias indica
Polytrias indica är en gräsart som först beskrevs av Maarten Willem Houttuyn, och fick sitt nu gällande namn av Jan Frederik Veldkamp. Polytrias indica ingår i släktet Polytrias och familjen gräs. Inga underarter finns listade i Catalogue of Life.